# 購物王姊姊
《購物王姊姊》為韓國VIVO TV的綜藝節目，由金淑、張度練、宋恩伊、皇甫惠貞等人共同主持，節目以討論購物為主。

## 外部連結
- 官方网站[永久]